# Craig Chalmers
Pour les articles homonymes, voir Chalmers.
Pas d'image ? Cliquez ici

a Compétitions nationales et continentales officielles uniquement.

b Matchs officiels uniquement.
Dernière mise à jour le 10 janvier 2024.
Craig Minto Chalmers, né le 15 octobre 1968 à Galashiels (Écosse), est un joueur internationale écossais de rugby à XV évoluant au poste de demi d'ouverture.
Sa sœur Paula Chalmers est également une joueuse internationale écossaise de rugby à XV et compte plus de soixante-dix sélections internationales.

## Biographie
Craig Chalmers a connu sa première cape internationale le 21 mai 1988 contre l'équipe du Zimbabwe, puis dispute son premier match international le 21 janvier 1989 contre l'équipe du pays de Galles. Il participe au Tournoi des Cinq Nations de 1989 à 1998, et remporte le Grand Chelem en 1990. Chalmers participe à la Coupe du monde 1995 (4 matchs joués, battu en quart de finale) et 1999 (3 matchs joués, battu en quart de finale). Il joue un match avec les Lions britanniques en 1989 contre l'équipe d'Australie. Il termine sa carrière en 2005 avec le club de ses débuts, Melrose RFC, après être passé par les Border Reivers, Édimbourg Rugby, les Glasgow Caledonians et les Harlequins.

## Palmarès
- Grand Chelem dans le Tournoi des Cinq Nations 1990.

## Statistiques en équipe nationale
- 60 sélections (+5 avec le XV d'Écosse, non comptées)
- Sélections par années : 2 en 1988, 5 en 1989, 7 en 1990, 13 en 1991, 7 en 1992, 5 en 1993, 4 en 1994, 12 en 1995, 2 en 1996, 5 en 1997 et 6 en 1998
- Tournois des Cinq Nations disputés : 1989, 1990, 1991, 1992, 1993, 1994, 1995, 1996, 1997 et 1998
- Participation à deux Coupes du monde : en 1995 et 1999.